# Nadège Essama Foé
Pour les articles homonymes, voir Foé.
Nadège Essama Foé est une athlète camerounaise, spécialiste des épreuves combinées, née le 17 février 1980.

## Biographie
Nadège Foe Essama participe aux jeux de la Francophonie 2005 à Niamey. Elle est éliminée en série sur 100 mètres, réalisant le 11e temps en 12 s 21. En relais, elle termine 5e sur 5 en 4x100m (46 s 72) et 4e sur 5 en 4x400m (3 min 46 s 38)
Elle participe à son premier heptathlon en 2006, aux championnats d'Afrique d'athlétisme. Elle obtient la médaille de bronze avec 3808 points. Elle participe aussi au 4x400m, où le relais camerounais termine 4e et dernier (3 min 57 s 88). Enfin, sur 200 mètres, elle ne termine pas sa série.
Aux jeux africains de 2007, elle termine 4e de l'heptathlon (4469 points).
En 2008, elle obtient une nouvelle médaille de bronze aux championnats d'Afrique d'heptathlon (4470 points).

### Palmarès
| Date | Compétition             | Lieu        | Résultat | Épreuve    | Performance   |
| ---- | ----------------------- | ----------- | -------- | ---------- | ------------- |
| 2005 | Jeux de la Francophonie | Niamey      | 5e       | 4x100m     | 46 s 72       |
| 2005 | Jeux de la Francophonie | Niamey      | 4e       | 4x400m     | 3 min 46 s 38 |
| 2006 | Championnats d'Afrique  | Bambous     | 3e       | Heptathlon | 3808 points   |
| 2006 | Championnats d'Afrique  | Bambous     | 4e       | 4x400m     | 3 min 57 s 88 |
| 2007 | Jeux africains          | Alger       | 4e       | Heptathlon | 4469 points   |
| 2008 | Championnats d'Afrique  | Addis-Abeba | 3e       | Heptathlon | 4470 points   |